# Iridomyrmex extensus
Iridomyrmex extensus é uma espécie de formiga do gênero Iridomyrmex.